# Maik (Einheit)
Das Maik (auch Mehk, birmanisch မိုက်) war ein thailändisches Längenmaß in Rangun, einer Stadt in Birma, dem heutigen Myanmar.
- 1 Maik = ¼ Toung = 8 Trhit/Fingerbreiten = 16,171 Zentimeter (andere Quelle = 0,14 Meter)[1]

Das Maß mit 16,2 Zentimeter war der dritte Teil der königlichen Elle/Teong in Pegu.